# Nicolas Philibert
Nicolas Philibert (ur. 10 stycznia 1951 w Nancy) – francuski reżyser, scenarzysta i operator filmowy. Jeden z najwybitniejszych dokumentalistów we współczesnym kinie europejskim.

## Życiorys
Absolwent filozofii na Uniwersytecie w Grenoble. Pasję do kina przejął od ojca, który wykładał historię filmu. Pracę w branży rozpoczął jako stażysta i asystent reżysera w latach 70. 
Od początku lat 90. tworzył cieszące się uznaniem autorskie pełnometrażowe filmy dokumentalne, takie jak m.in. Miasto Luwr (1990), W krainie głuchych (1992), Każda mała rzecz (1997), Powrót do Normandii (2007), Nénette (2010), Kocham radio (2013) czy W każdej chwili (2018).
Największy sukces - zarówno artystyczny, jak i frekwencyjny - osiągnął dzięki filmowi Być i mieć (2002), prezentowanemu w ramach pokazów pozakonkursowych na 55. MFF w Cannes. Dokument ten ukazywał czule codzienne życie w malutkiej jednosalowej szkole na francuskiej prowincji. Obraz zdobył liczne nagrody, w tym m.in. Europejską Nagrodę Filmową dla najlepszego filmu dokumentalnego, Cezara za najlepszy montaż oraz Nagrodę im. Louisa Delluca.
Najnowszy film Philiberta, Adamant (2023), ukazujący życie pacjentów nietypowej, bo pływającej po Sekwanie, kliniki psychiatrycznej, zdobył Złotego Niedźwiedzia na 73. MFF w Berlinie.
Reżyser przewodniczył obradom jury oceniającego filmy dokumentalne na 77. MFF w Cannes (2024).